# Мокрая (Свердловская область)
Мокрая — деревня, входящая в муниципальное образование «Городской округ Сухой Лог» Свердловской области России.

## География
Деревня Мокрая муниципального образования «Городского округа Сухой Лог» расположена в 12 километрах (по автотрассе в 14 километрах) к западу от города Сухой Лог, на правом берегу реки Пышма, напротив устья левого притока реки Рефт. В окрестностях деревни расположены санаторий, база отдыха, детский оздоровительный лагерь.

## Население
| 2002 | 2010 |
| ---- | ---- |
| 62   | ↗68  |